# 土田帆乃香
土田 帆乃香（つちだ ほのか、1997年12月15日 - ）は、日本の女子バスケットボール選手である。ポジションはポイントガード。Wリーグのアランマーレ秋田所属。

## 来歴
三重県出身。
安城学園高校でインターハイ3位、ウィンターカップベスト4、武庫川女大でインカレ出場。
卒業後、山梨クィーンビーズ加入。
2025年オフ、アランマーレ秋田に移籍。